# Гайнц-Елерт Клаузен
Гайнц-Елерт Клаузен (нім. Heinz-Ehlert Clausen; 12 липня 1919, Родевальд — 24 березня 1987) — німецький офіцер-підводник, капітан-лейтенант крігсмаріне.

## Біографія
В 1932 році вступив на флот. З вересня 1939 року — командир мисливця за підводними човнами «Варте» в розвідувальному училищі підводників (Готенгафен). З жовтня 1940 по січень 1941 року пройшов курс підводника, в лютому-травні — командорську практику на підводному човні U-101. З 25 червня 1941 по 15 червня 1943 року — командир U-403, на якому здійснив 7 походів (разом 191 день в морі) і потопив 2 кораблі загальною водотоннажністю 12 946 тонн.
| Дата           | Назва корабля | Тип               | Тоннаж | Вантаж                                                             | Екіпаж | Загинули | Країна             | Конвой  |
| -------------- | ------------- | ----------------- | ------ | ------------------------------------------------------------------ | ------ | -------- | ------------------ | ------- |
| 16 квітня 1942 | Empire Howard | Торговий пароплав | 6,985  | 2000 тонн військових матеріалів, у тому числі військові вантажівки | 62     | 25       | Британська імперія | PQ-14   |
| 19 лютого 1943 | Zeus          | Торговий пароплав | 5,961  | Баласт                                                             | 38     | 38       | Королівство Греція | ONS-165 |

З червня 1943 року — начальник групи випробувань систем виявлення звуку «Султан». В травні 1945 року взятий в полон. 3 серпня 1945 року звільнений.

## Звання
- Фенріх-цур-зее (1 травня 1937)
- Оберфенріх-цур-зее (1 липня 1938)
- Лейтенант-цур-зее (1 жовтня 1938)
- Оберлейтенант-цур-зее (1 жовтня 1939)
- Капітан-лейтенант (1 липня 1941)

## Нагороди
- Медаль «За вислугу років у Вермахті» 4-го класу (4 роки)
- Залізний хрест
  - 2-го класу (26 травня 1940)
  - 1-го класу (4 жовтня 1942)
- Нагрудний знак мінних тральщиків (23 жовтня 1941)
- Нагрудний знак підводника (26 лютого 1942)
- Хрест Воєнних заслуг 2-го класу з мечами